# Linea Serpuchovsko-Timirjazevskaja
La linea Serpuchovsko-Timirjazevskaja (in russo Серпуховско-Тимиря́зевская ли́ния?) o linea 9, è una linea della metropolitana di Mosca. Inaugurata nel 1983, si è estesa negli anni ottanta e anni novanta e ancora nel 2000. Attualmente, è una delle linee più lunghe della metropolitana, con i suoi 41,2 km (tutti sotterranei, che ne fanno il più lungo tunnel del mondo), e conta 25 stazioni.

## Storia
Il progetto di una linea nord-sud fu finalizzato a Mosca nel Piano di Sviluppo Generale del 1971, e la costruzione iniziò a metà degli anni settanta. La prima tratta, il tratto Serpuchovskij, fu aperto nel 1983. Fu esteso verso nord attraverso il centro alla fine degli anni ottanta, prima di estendersi verso Timirjazevskij nei primi anni novanta. Nel 2008, la linea taglia diametralmente Mosca da nord a sud.

### Cronologia
| Segmento                           | Data di apertura | Lunghezza |
| ---------------------------------- | ---------------- | --------- |
| Serpuchovskaja-Južnaja             | 11 novembre 1983 | 13,0 km   |
| Južnaja-Pražskaja                  | 6 novembre 1985  | 1,1 km    |
| Serpuchovskaja-Borovickaja         | 23 gennaio 1986  | 2,8 km    |
| Borovickaja-Čechovskaja            | 31 dicembre 1987 | 1,6 km    |
| Čechovskaja-Savëlovskaja           | 31 dicembre 1988 | 4,2 km    |
| Savëlovskaja-Otradnoe              | 3 marzo 1991     | 8,5 km    |
| Otradnoe-Bibirevo                  | 31 dicembre 1992 | 2,6 km    |
| Bibirevo-Altuf'evo                 | 15 luglio 1994   | 2,0 km    |
| Pražskaja-Ulica Akademika Jangelja | 31 agosto 2000   | 2,0 km    |
| Ulica Akademika Jangelja-Annino    | 12 dicembre 2001 | 1,4 km    |
| Annino-Bul'var Dmitrija Donskogo   | 26 dicembre 2002 | 2,0 km    |
| Totale:                            | 25 stazioni      | 41,2 km   |

## Interscambi
| Linea                             | Stazione                       |
| --------------------------------- | ------------------------------ |
| Linea Sokol'ničeskaja             | Borovickaja                    |
| Linea Zamoskvoreckaja             | Čechovskaja                    |
| Linea Arbatsko-Pokrovskaja        | Borovickaja                    |
| Linea Kol'cevaja                  | Serpuchovskaja, Mendeleevskaja |
| Linea Tagansko-Krasnopresnenskaja | Čechovskaja                    |
| Linea Ljublinsko-Dmitrovskaja     | Cvetnoj Bul'var                |
| Linea Kachovskaja                 | Sevastopolskaja                |
| Linea Butovskaja                  | Bul'var Dmitrija Donskogo      |
| Monorotaia di Mosca               | Timirjazevskaja                |
| Anello centrale di Mosca          | Nagatinskaja, Rostokino        |

## Infrastrutture e materiale rotabile
La linea è servita dai depositi Varšavskoe (№ 8) e Vladykino (№ 14). Nel 2005 iniziò una lenta transizione verso i treni a otto carrozze. Nel novembre 2005, Vladykino completò la transizione e attualmente conta 43 treni a otto carrozze. Varšavskoe iniziò la modernizzazione in seguito e completò la transizione nel marzo 2006 con treni a otto carrozze. La linea ha ricevuto i nuovi treni 81-714/717 al momento dell'apertura nel 1983. A causa delle recenti estensioni, al materiale rotabile furono aggiunti diversi treni, alcuni da altri depositi, del tipo 81-714.5/717.5 e 81-714.5M/717.5M. Quanto la Linea Butovskaja è stata inaugurata, il deposito Varšavskoe è stato utilizzato anche per i nuovi treni a tre carrozze 81-740/741 "Rusich" (conosciuti anche come "Skif"), 12 dei quali sono attualmente in servizio.

## Eventi recenti e sviluppi futuri
Sono state progettate altre uscite alle stazioni di Petrovsko-Razumovskaja, Savëlovskaja e Timirjazevskaja. Tuttavia, in termini di estensione, la linea è praticamente completa, e pertanto non vi è alcun progetto di costruzione.